# Бальдаччини, Сезар
Сезар, настоящие имя и фамилия Сезар Бальдаччини (фр. César Baldaccini, 1 января 1921, Марсель, Франция — 6 декабря 1998, Париж, Франция) — французский скульптор. Наибольшую известность Сезару принесли произведения из металлолома, в 1960-х он получил мировое признание благодаря скульптурам из остовов разбитых машин. Художник использовал своё имя в качестве творческого псевдонима. В честь Сезара Бальдаччини была названа французская кинопремия Сезар, для которой он создал золотой приз.

## Биография
Сезар Бальдаччини родился в Марселе 1 января 1921 года. Родители Сезара были итальянскими иммигрантами, отец — бондарь и виноторговец. В 1933 году подросток бросил школу, в 1935—1943 годах учился в Школе изящных искусств (фр.) в Марселе (вечернее обучение), затем с 1941 по 1954 год (с перерывами) — в Национальной школе изящных искусств в Париже. В 1956 году Сезар принял участие в Венецианской биеннале, затем в Биеннале искусства в Сан-Паулу (Бразилия), а в 1959-м в выставке современного искусства documenta II в Касселе (Германия). В 1960 году Сезар в объединение «Новый реализм», созданное Пьером Рестани (в группу также входили такие художники, как Жан Тэнгли, Ив Кляйн, Христо и другие). Многогранное творчество художника нашло международное признание ещё при его жизни. Став известным, Сезар демонстрировал довольно экстравагантное поведение; в 1971 году только Сальвадор Дали, мастер провокации, привлекал больше внимания французской прессы, чем Бальдаччини. В 1976 году Сезар был удостоен ордена Почётного легиона. Умер Сезар Бальдаччини 6 декабря 1998 года в Париже. Похоронен на кладбище Монпарнас, участок 11, недалеко от могилы Хулио Кортасара.

## Творчество

### Произведения из металлолома
В начале творческой карьеры (с 1953 года) Сезар Бальдаччини создавал скульптуру из металлолома, соединяя куски при помощи сварочного аппарата. В этих произведениях можно проследить влияние Пабло Пикассо и Жермена Ришье. Скульптуры Сезара отличались разнообразием форм и фактур, свойства металлолома не маскировались, а наоборот, активно использовались.

### Компрессии
С 1958 года Бальдаччини начал использовать технику компрессии, которая заключалась в том, что художник помещал под гидравлический пресс или кузнечный молот разнообразные предметы, включая старые автомобили. Наиболее монументальным произведением такого плана стала стена из спрессованных автомобилей, показанная на Венецианской биеннале в 1995 году во французском павильоне (масса произведения составляла 520 тонн). В 1980-е годы Сезар создал компрессии из дорогих материалов — раздробленных часов Cartier и ювелирных изделий, также создал эскизы новых ювелирных вещей на базе обломков. Художник является автором золотого приза за достижения во французском кинематографе — «Сезара», названного так в его честь. Для фонда Картье в 1986 году Сезар сделал монументальную компрессию из 16 разбитых на ралли автомобилей — Champions.

### Экспансии
С конца 1960-х годов Сезар начал создавать противоположные по духу компрессиям экспансии, соединяя скульптуру и хеппенинг. Художник в присутствии публики разливал на полу галереи или музея вспененный полиуретан, который застывал в различных формах. Одна из первых экспансий была представлена в мае 1967 на одной из самых престижных художественных выставок Франции — Парижском салоне. К некоторым работам Сезар применял огонь, внося в гладкие блестящие формы изменения при помощи факела, — это он называл «combustions».

### Augmentations
Техника увеличения скульптурных моделей при помощи пантографа натолкнула Сезара на идею копирования частей тела (эти увеличенные копии художник называл «augmentations»).
В 1965 году он представил на выставке в галерее свой знаменитый Pouce — увеличенную копию большого пальца (1,85 метра в высоту). Во время Олимпийских игр в Сеуле (1988) Сезар отлил эту скульптуру — на этот раз высотой 6 м — из бронзы. В дальнейшем были отлиты ещё два шестиметровых бронзовых пальца, один из которых, в 1984 году установленный в виде монумента в парижском районе Дефанс, был в 2007 году продан с аукциона за 1 219 000 евро, другой находится в Марселе, родном городе художника.
Также Сезар создал монументальную скульптуру Fist («Кулак»), массой 7 тонн, из нержавеющей стали, установленную летом 1970 года.

### Centaure
Почти пятиметровая бронзовая скульптура Сезара Le Centaure представляет бородатого кентавра с двумя наборами гениталий (человеческими спереди и лошадиными сзади). Существо выглядит довольно агрессивным, несмотря на голубя в левой руке (которую нередко обламывают вандалы). Созданная по заказу Министерства культуры Франции в 1983 году и установленная на площади в Париже в 1985-м, скульптура задумывалась как дань уважения Пикассо. Сезар дружил с Пикассо, который прожил большую часть жизни в Париже.

## Документальные фильмы
- 2017 — Скульптор Сезар: искусство и материал / Le sculpteur César: l’art et la matière (реж. Сандра Поган / Sandra Paugam)